# Beziehungen zwischen Russland und den Vereinigten Staaten
Die Beziehungen zwischen Russland und den Vereinigten Staaten sind von vielfältigen kulturellen und politischen Kontakten geprägt.

## Russisches Kaiserreich und Vereinigte Staaten (1776–1917)
Im Jahr 1698 kam es zu einem Treffen zwischen Zar Peter dem Großen und William Penn, dem Gouverneur der britischen Kolonie Pennsylvania, in dem dieser um Unterstützung für das neu gebildete Territorium warb.
Seit 1763 gab es wirtschaftliche Kontakte zwischen den nordamerikanischen Kolonien und dem Russischen Kaiserreich.
In den Unabhängigkeitskriegen in den 1770er Jahren erklärte Zarin Katharina die Große ihre politische Neutralität und stärkte damit die revolutionären Bestrebungen.
1801 wurde der erste US-amerikanische Generalkonsul in das Russische Kaiserreich entsandt.
1867 kauften die Vereinigten Staaten das Gebiet Alaska für die Summe von 7,2 Millionen US-Dollar.
Von 1880 bis 1924 kamen nach mehreren Pogromen im Russischen Reich mehr als zwei Millionen Juden in die USA.
Während des US-amerikanischen Bürgerkrieges unterstützte das Russische Zarenreich die Unionisten mit zwei Flottengeschwadern. Hintergrund waren die seit dem Krimkrieg angespannten Verhältnisse zu Großbritannien, welches, zusammen mit Frankreich, Sympathien für die Konföderierten hegte.

## Sowjetunion und Vereinigte Staaten (1917–1991)

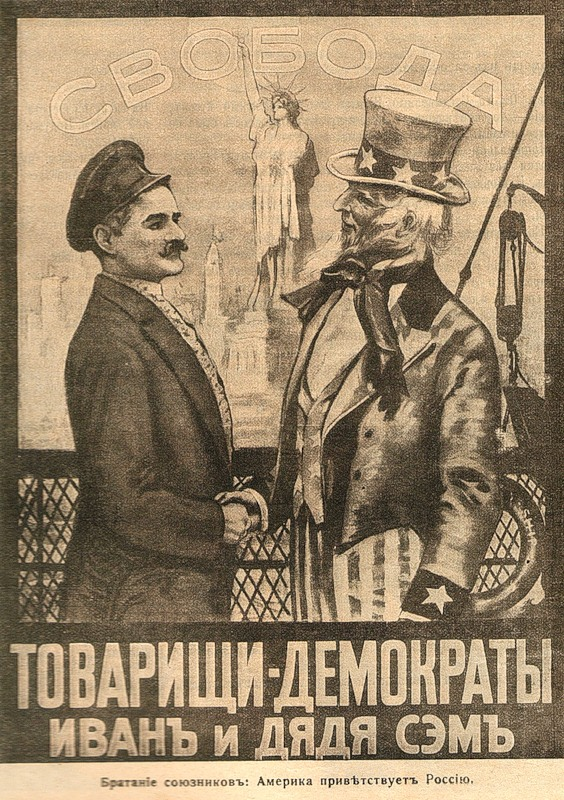
Genossen-Demokraten: Iwan und Uncle Sam, Plakat 1917

Die Februar- und die Oktoberrevolution im Russischen Kaiserreich 1917 wurde von den USA anfangs begrüßt. Während des Russischen Bürgerkrieges von 1918 bis 1920 beteiligten die USA sich an der ausländischen Intervention gegen die Bolschewiken.
Erst 1933 erkannten die USA die UdSSR als Staat an.
Im Zweiten Weltkrieg wurden beide zu Alliierten im Kampf gegen die Achsenmächte Deutschland, Japan und deren Verbündete. Auf den Konferenzen von Jalta, Februar 1945 und Potsdam, August 1945 entschieden sie gemeinsam über die Zukunft Europas nach dem Krieg ('Nachkriegsordnung').
Seit 1947 standen sie sich im Kalten Krieg, im Koreakrieg (1950–1953) und in anderen Auseinandersetzungen feindlich gegenüber. Nach dem Bau der Berliner Mauer (ab dem 13. August 1961) standen sich am 27. Oktober 1961 am Checkpoint Charlie 30 US-Kampfpanzer und 30 Kampfpanzer der Sowjetarmee gegenüber. 
Die Kubakrise im Oktober 1962 brachte die Welt an den Rand eines Atomkriegs.

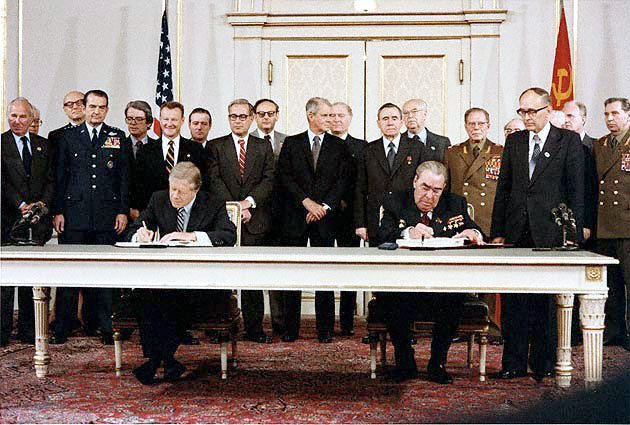
US-Präsident Carter und Generalsekretär Breschnew unterzeichnen den Abrüstungsvertrag SALT II

In den 1970er Jahren gelang eine Entspannungspolitik, bei gleichzeitigem Fortbestehen unterschiedlicher Gesellschaftssysteme. Ende der 1980er Jahre begann mit dem von KPdSU-Generalsekretär Michail Gorbatschow und US-Präsident Ronald Reagan unterschriebenen INF-Vertrag eine Phase militärischer Abrüstung.
Im Juli 1991, wenige Monate vor der Auflösung der Sowjetunion, vereinbarten die USA und die Sowjetunion im Strategic Arms Reduction Treaty (START) eine weitere Abrüstung.

## Russische Föderation und Vereinigte Staaten (seit 1992)
Präsidenten Russlands und der USA seit 1992
Nach der Auflösung der Sowjetunion 1991 kam es zu deutlich verbesserten Beziehungen zwischen beiden Staaten, die es US-Unternehmen ermöglichte, in Russland wirtschaftlich tätig zu werden. US-Präsident Bill Clinton unterstützte Boris Jelzin in der Furcht vor der Rückkehr der Kommunisten an die Macht.
Im Januar 1993 unterschrieben George H. W. Bush und Boris Jelzin ein Folgeabkommen von START (START II) zur weiteren Abrüstung in Russland und den USA.
Bei der Präsidentschaftswahl in Russland 1996 unterstützen die USA Boris Jelzin im Wahlkampf mit amerikanischen Beratern und in Russland tätigen amerikanischen Organisationen zur Demokratieförderung. Im Jahr 1997 wurde mit der NATO-Russland-Grundakte eine völkerrechtliche Absichtserklärung abgegeben, die als eine sicherheitspolitische Annäherung zwischen NATO und Russland galt.
Nachdem der unpopuläre Jelzin über eine Korruptionsaffäre stürzte, wählte er Wladimir Putin als seinen Nachfolger aus.
Die Beziehungen unter den Präsidenten George W. Bush und Wladimir Putin galt zu Beginn als sehr gut. Die russische Administration unterstützte den Krieg der USA und deren Verbündeter in Afghanistan im UN-Sicherheitsrat und akzeptierte die Nutzung von Flugbasen in Zentralasien beim Krieg gegen die Taliban 2001. Den Irakkrieg (20. März bis 1. Mai 2003) im Jahr 2003 lehnte Russland dagegen ab. 
Im Jahr 2002 kündigten die USA den 30 Jahre zuvor zwischen der Sowjetunion und den USA ausgehandelten ABM-Vertrag über strategische Raketenabwehrsysteme auf. Die Kündigung wurde von Russland als Versuch gedeutet, das strategische Gleichgewicht der beiden Mächte zugunsten der USA zu verändern.
Bei der 43. Münchner Konferenz für Sicherheitspolitik hielt der russische Staatspräsident Putin als erster russischer Präsident eine aufsehenerregende Grundsatzrede, in der er die monopolare Weltordung und die Osterweiterung der NATO kritisierte. Teilnehmer und Medien sprachen teilweise schockiert von einer Brandrede und einem neuen Kalten Krieg, andere von grundsätzlichen Fehlern im Umgang mit Russland. 
Auf dem NATO-Gipfel in Bukarest (April 2008) scheiterte George W. Bush an der Mehrheit der Mitgliedstaaten, die Ukraine und Georgien sofort in die NATO zu integrieren. Die NATO-Staaten erklärten zwar am 3. April 2008 in der umstrittenen Abschlusserklärung „dass diese Länder NATO-Mitglieder werden“ und kündigten als den nächsten Schritt die Überprüfung des Membership Action Plans an, des mehrstufiger Handlungsrahmens der NATO für Beitrittskandidaten im ehemaligen Ostblock. Der Beginn des Membership Action Plans wurde auf Wunsch Deutschlands und Frankreichs ausgesetzt. Am 4. April begrüßte Putin im NATO-Russland-Rat, wo er zum ersten Mal auftrat, die Verschiebung der Beitrittsverhandliungen und warnte erneut vor einer Ausdehnung der NATO an die russischen Grenzen: Die NATO sei kein "Demokratisierungsinstrument". "Das Erscheinen eines mächtigen Militärbündnisses an Russlands Grenze würde als direkte Bedrohung betrachtet."  Die weitere Inaussichtstellung eines Beitritts in unbestimmter Zukunft wurde von Russland, aber auch von westlichen Experten als schwerer strategischer Fehler bezeichnet. Die russischen Warnungen wurden, so Fiona Hill, als leere Drohung abgetan.
Im August 2008 griffen russische Truppen in den Kaukasuskrieg 2008 ein, unterstützten die international nicht anerkannten Republiken Südossetien und Abchasien und besiegten die georgischen Streitkräfte. Auch diese Taten Russlands, die den vorausgegangenen Worten folgten, wurden von den USA und der NATO nicht als  Warnung verstanden. Fiona Hill begründet dies mit der zwiespältigen Rolle, die Saakaschwili dabei spielte.
Im Jahr 2010 unterschrieben US-Präsident Barack Obama und Dmitri Medwedew das Folgeabkommen von START II (New START) zur weiteren Abrüstung in Russland und den Vereinigten Staaten.
Im Jahr 2012 wurde der Magnitsky Act verabschiedet, der sich ursprünglich gegen russische Beamte richtete, die für den Tod des russischen Steuerberaters Sergei Magnitski verantwortlich waren.

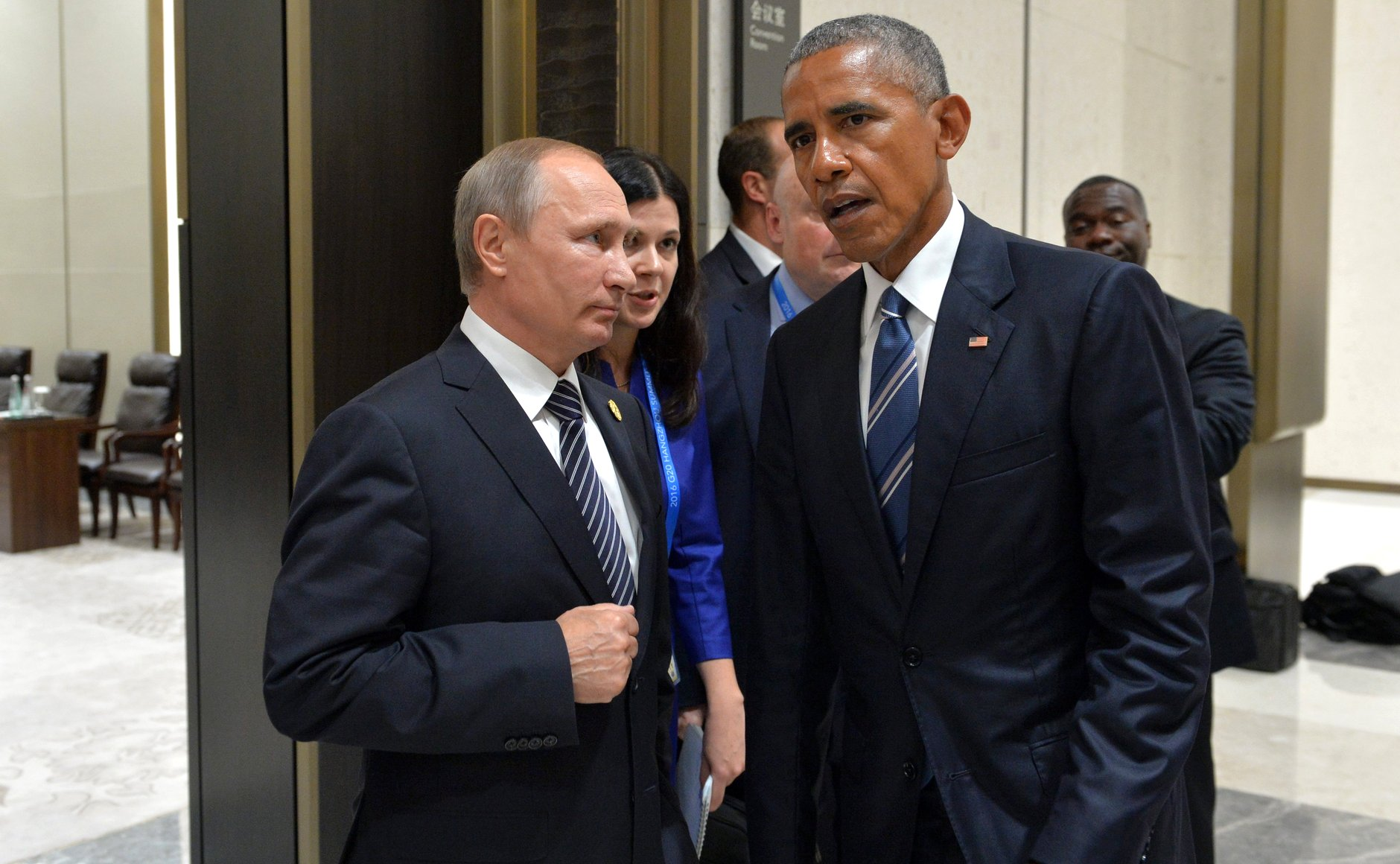
Wladimir Putin und Barack Obama, 2016

Russland annektierte im März 2014 die ukrainische Halbinsel Krim und begann im April 2014 die Besetzung der Ostukraine. Damit zerrüttete das Putin-Regime die europäischen Nachkriegsordnung. Die Regierungen westlicher Länder verhängten Sanktionen gegen Russland und das Putin-Regime Gegensanktionen.
Im Bürgerkrieg in Syrien (2011 bis 2024) unterstützen die Länder teils gegnerische Konfliktparteien und teils dieselben. 
Russland begann im September 2015 einen Militäreinsatz in Syrien, bekämpften den IS und stützten das Assad-Regime bis zu dessen Zusammenbruch im Dezember 2024.
2016 verhängte US-Präsident Barack Obama nach der Einflussnahme Russlands in den Wahlkampf der im US-Präsidentschaftswahl am 8. November 2016 weitere Sanktionen gegen russische Diplomaten in den USA. Als Reaktion musste die Anzahl der Mitarbeiter in den US-Vertretungen auf 455 gesenkt und zwei Liegenschaften geräumt werden. 
Da US-Visa nur noch in Moskau ausgegeben wurden, reisten Russen auch in die baltischen Länder, um Visa für die USA zu erhalten.
Am 15. März 2018 verhängten die USA Sanktionen gegen fünf Einrichtungen und 19 Personen aus Russland wegen einer Reihe von Cyberattacken, die nach Einschätzung der US-Regierung von Russland gegen amerikanische Energieversorger geführt wurden. Hinzu kamen die vermutete Urheberschaft der Russischen Föderation für die Schadsoftware NotPetya, die im Jahr 2017 weltweit etwa eine Milliarde US-Dollar Schaden angerichtet hatte und die Versuche der Beeinflussung der US-Präsidentschaftswahl 2016 durch Russland, die in einer Sonderermittlung untersucht wurden. 
Weitere Sanktionen folgten Anfang April 2018. Diese wurden mit Russlands fortgesetzten Versuchen, westliche Demokratien zu untergraben, der Verwicklung in den Ukrainekrieg und in den Syrischen Bürgerkrieg begründet. Sie betrafen 17 russische Regierungsvertreter, den Waffenkonzern Rosoboronexport, 7 Oligarchen und 12 ihrer Firmen. US-Finanzminister Steven Mnuchin begründete die Auswahl der Ziele mit der Feststellung, dass der russische Regierungsapparat unverhältnismäßig zum Vorteil von Eliten und Oligarchen arbeite.
Am 22. Mai 2018 verabschiedete die russische Duma ein Gesetz, das der Regierung ermöglicht, Einfuhrverbote zu beschließen. Vorhandene konkrete Vorschläge wurden zunächst gestrichen. Matwej Ganapolski schrieb zum Dilemma der russischen Gegensanktionen, dass es Russland nicht möglich wäre, den Westen sinnvoll zu sanktionieren; der Westen brauche nichts, aber sogar die überaus russische Krim-Brücke sei ja mit Hilfe von Niederländern und keineswegs mit ausschließlich russischem Material gebaut worden. Darum habe Russland ein Sanktions-Gesetz verabschiedet, aber „nichts verboten“. Nur rein medial könne dies als Sieg über den Feind ausgegeben werden.
Am 1. Februar 2019 kündigten die USA den 1987 unterzeichneten INF-Vertrag über die Vernichtung aller landgestützten Flugkörper mit kürzerer und mittlerer Reichweite auf. Als Begründung wurde unter Donald Trumps erster Präsidentschaft angegeben, Russland habe mehrmals gegen Bestimmungen des Vertrages verstoßen. Ähnliche Vorwürfe richtete auch Russland gegen die USA und gab einen Tag später, am 2. Februar 2019 bekannt, per Juli 2019 ebenfalls aus dem Vertrag auszusteigen.
Im Januar 2021 verständigten sich US-Präsident Joe Biden und Wladimir Putin darauf, den letzten großen atomaren Abrüstungsvertrag (New-START) mit Russland, der sonst Anfang Februar 2021 ausgelaufen wäre, um weitere fünf Jahre zu verlängern.
Am 16. Juni 2021 fand die Genfer Gipfelkonferenz zwischen US-Präsidenten Biden und dem russischen Präsidenten Putin statt.
Im Februar 2022, kurz vor dem Beginn des russischen Überfalls auf die Ukraine, wiesen beide Länder jeweils einen hochrangigen Diplomaten des jeweils anderen Landes aus.
Am 24. Februar 2022 begannen die Streitkräfte Russlands auf Befehl des russischen Präsidenten Putin den Überfall auf die Ukraine. Die USA führten infolgedessen die Sanktionen gegen Russland an und unterstützten die Ukraine bis 2024 mit wirtschaftlichen und militärischen Milliardenhilfen in Höhe von mehr als 100 Milliarden US-Dollar. Die russisch-amerikanischen Beziehungen erreichten einen Tiefpunkt in der Ära nach dem Kalten Krieg.
Donald Trump wandte sich 2025 von Europa ab und Russland zu. Der russische Präsidentensprecher nannte das eine Anfangsphase zur Wiederherstellung der Beziehungen aber der Weg sei lang und schwierig.

## Wirtschaftsbeziehungen
Schon während der Sowjetzeit wurden einige US-Unternehmen in Russland aktiv. So war Pepsi-Cola ab den 1970er Jahren in der Sowjetunion aktiv und erhielt im Gegenzug für seine Produkte russischen Wodka und 1989 sogar sowjetische Kriegsschiffe. Die gegenseitige Annäherung der Gorbatschow-Ära sorgte für große Euphorie und eine Intensivierung der Wirtschaftsbeziehungen. McDonald’s eröffnete im Januar 1990 seine erste Filiale in Moskau, was zu langen Schlangen führte.
Die unter dem Einfluss westlicher Ökonomen entstandene Programm der wirtschaftlichen Schocktherapie hatte katastrophale Folgen für die russische Wirtschaft und Gesellschaft in den 1990er Jahren. Der wirtschaftliche Transformationsprozess Russlands wurden von den USA mit Milliardenhilfen unterstützt.
2011 lag das bilaterale Handelsvolumen zwischen beiden Ländern bei knapp 43 Milliarden US-Dollar und 2016 waren 3000 US-amerikanische Unternehmen im Land tätig. Nach der russischen Annexion der Krim 2014 begannen die USA Sanktionen gegen Russland zu erheben, die später noch deutlich verschärft wurden. Im Jahre 2023 war das Handelsvolumen infolgedessen auf nur noch knapp 5 Milliarden Dollar zusammengeschrumpft. Die meisten großen US-Unternehmen kündigten 2022 ihren Rückzug aus Russland an, darunter auch McDonald’s, dass seine Restaurants in Russland verkaufte. Der Ölkonzern ExxonMobil zog sich aus dem Projekt Sachalin I zurück.

## Technische Zusammenarbeit
Die Zusammenarbeit beider Mächte im Weltraum begann 1975 mit dem Apollo-Sojus-Test-Projekt. Beide Länder betrieben ab 1998 gemeinsam die Internationale Raumstation und für eine Zeit lang war die NASA für ihre bemannte Raumfahrt auf russische Raketen angewiesen. 2014 erneuerte die NASA den Vertrag über die Beförderung von US-Astronauten zur Internationalen Raumstation mit Sojus-Raketen und -Raumfahrzeugen. Einschließlich zusätzlicher Unterstützung am russischen Startplatz kostet dieser Vertrag die Vereinigten Staaten 457,9 Millionen Dollar. Zusammen mit der Vertragsverlängerung kündigte die NASA auch an, dass sie nach der Annexion der Krim einige Kontakte zu Russland abbrechen würde. 2023 wurde eine Verlängerung der Kooperation zwischen NASA und Roskosmos bis mindestens 2025 vereinbart.

## Militärische Beziehungen
Nach dem Zerfall der Sowjetunion unterzeichneten die Vereinigten Staaten und Russland einen bilateralen Vertrag, den Vertrag zur Reduzierung strategischer Waffen (START II), der von George H. W. Bush und Boris Jelzin unterzeichnet wurde. Beide Länder sind führende Militärmächte und sind die beiden größten Atommächte. 2019 waren beide Länder im Besitz von knapp 90 Prozent aller Atomwaffen. Mit dem Abkommen New START wurde 2010 eine weitere Reduzierung der Atomwaffenarsenale beider Staaten auf jeweils knapp 1500 Sprengköpfe vereinbart. Präsident Donald Trump kündigte am 20. Oktober 2018 an, dass die USA sich nicht mehr an die Bestimmungen des INF-Vertrags von 1987 gebunden fühlen, da Russland diesen verletzten würde, was die Spannungen zwischen den beiden Mächten erhöhte. Die gegenseitigen Inspektionen zur Überwachung des Vertrags New START haben seit März 2020 nicht mehr stattgefunden und beide Seiten warfen sich Vertragsbrüche vor. Im Februar 2023 hat Präsident Putin die russische Teilnahme am New START-Vertrag ausgesetzt.
Die Beziehungen zwischen Russland und den USA werden maßgeblich durch die führende Rolle der Vereinigten Staaten in der NATO und deren Politik beeinflusst. Auf dem Gipfeltreffen 2002 in Rom vereinbarten die NATO und Russland eine Zusammenarbeit in Sicherheitsfragen und verbesserten ihre Beziehungen schrittweise. Die Vereinigten Staaten und Russland haben 2007 in Deutschland gemeinsame Militärmanöver, Schulungen und Anti-Terror-Übungen durchgeführt. Dies geschah in der Hoffnung, die Beziehungen zwischen den USA und Russland zu stärken. Durch Streitigkeiten über die Erweiterung des NATO, die russische Intervention in Georgien, Russlands Feldzug gegen die Ukraine und andere Kontroversen haben sich die Beziehungen jedoch seitdem erheblich verschlechtert.

## Spionage
Die systematische Spionagetätigkeit der Sowjetunion in den USA begann in den 1920er Jahren, als die Sowjets begannen technische Geheimnisse der Amerikaner zu stehlen und u. a. das Manhattan-Projekt infiltrierten. Der Kalte Krieg führte zu intensiver gegenseitiger Spionage und in den USA zu den Repressionen der McCarthy-Ära. Zahlreiche sowjetische Spione wurden während dieser Zeit enttarnt. Zu den bedeutendsten Spionagefällen zählte die Enttarnung des Ehepaars Ethel und Julius Rosenberg, welche 1953 in New York hingerichtet wurden. Ein Zentrum der beidseitigen Spionage im Kalten Krieg war Deutschland, da hier die Innerdeutsche Grenze Europa in zwei Blöcke teilte.
Nach einer Entspannungsperiode nach 1990 soll die gegenseitige Spionage 2007 wieder das Niveau des Kalten Kriegs erreicht haben. Russland wurde versuchte Einflussnahme auf die amerikanische Innenpolitik, Cyberangriffe, die Verbreitung von Desinformation und Propaganda und die Unterstützung extremistischer Gruppen vorgeworfen.
Im Juni 2019 erklärte Russland, sein Stromnetz werde von den Vereinigten Staaten aus angegriffen. Die New York Times berichtete, dass Hacker des US-Cyberkommandos Schadsoftware einschleusten, die das russische Stromnetz unterbrechen könnte.